# Tečna

Tečna funkce.

Tečna kružnice.

Tečna ke křivce je přímka, která má v bodě dotyku stejný směrový vektor jako tato křivka. Křivka může být zadána jako graf funkce jedné proměnné. Zpravidla (pro nelineární funkce) má tečna s křivkou lokálně v okolí bodu dotyku společný jeden bod a zpravidla (mimo inflexní body) leží okolní body křivky ve stejné polorovině určené tečnou.

## Tečna ke kuželosečce
Pro regulární kuželosečky (elipsa, parabola, hyperbola, kružnice) je možné zavést tečnu jako přímku, která má s kuželosečkou jeden dvojnásobný průsečík. Diskriminant kvadratické rovnice pro nalezení průsečíků je tedy nulový.
Středové rovnice kuželoseček a jejich tečen v bodě {\displaystyle [x_{0},y_{0}]} jsou shrnuty v následující tabulce. (Uvažujeme pouze regulární kuželosečky. Pro ostatní kuželosečky není potřebné pojem tečny zavádět, protože přímkové singulární kuželosečky jsou samy svojí tečnou a v ostatních případech tečnu neuvažujeme.)
| Kuželosečka | Středová rovnice kuželosečky                                            | Rovnice tečny v bodě {\displaystyle [x_{0},y_{0}]}                                |
| ----------- | ----------------------------------------------------------------------- | --------------------------------------------------------------------------------- |
| Kružnice    | {\displaystyle (x-m)^{2}+(y-n)^{2}=r^{2}}                               | {\displaystyle (x_{0}-m)(x-m)+(y_{0}-n)(y-n)=r^{2}}                               |
| Elipsa      | {\displaystyle {\frac {(x-m)^{2}}{a^{2}}}+{\frac {(y-n)^{2}}{b^{2}}}=1} | {\displaystyle {\frac {(x_{0}-m)(x-m)}{a^{2}}}+{\frac {(y_{0}-n)(y-n)}{b^{2}}}=1} |
| Parabola    | {\displaystyle (x-m)^{2}=2p(y-n)}                                       | {\displaystyle (x_{0}-m)(x-m)=p(y_{0}-n)+p(y-n)}                                  |
| Hyperbola   | {\displaystyle {\frac {(x-m)^{2}}{a^{2}}}-{\frac {(y-n)^{2}}{b^{2}}}=1} | {\displaystyle {\frac {(x_{0}-m)(x-m)}{a^{2}}}-{\frac {(y_{0}-n)(y-n)}{b^{2}}}=1} |

Každým bodem ležícím vně kružnice lze vést dvě tečny k této kružnici. Každá tečna je kolmá k poloměru kružnice, proto používáme pro její sestrojení Thaletovu kružnici.
Poznámka. Přístup známý z analytické geometrie kuželoseček, kdy je tečna definována jako přímka mající s regulární kuželosečkou společný jeden bod, je nepřenositelný na obecnější křivky. Proto se obecnější definice tečny v diferenciální geometrii liší od zavedení tohoto pojmu v teorii kuželoseček.

## Tečna ke grafu funkce dané explicitně
Diferencovatelná funkce {\displaystyle y=f(x)} má v bodě {\displaystyle x_{0}} tečnu danou rovnicí {\displaystyle y=f(x_{0})+f'(x_{0})(x-x_{0}),}kde {\displaystyle f'(x_{0})} je derivace funkce v bodě dotyku.
Poznámka (svislá tečna). Tento vztah je obvyklou definicí tečny v diferenciálním počtu funkce jedné proměnné. Nepokrývá však například skutečnost, že svislá přímka {\displaystyle x=0} je tečnou ke grafu funkce {\displaystyle y={\sqrt[{3}]{x}}}. 

Graf třetí odmocniny má v počátku svislou tečnu.

Poznámka (inflexní bod). Bod, kde se funkce mění z konvexní na konkávní se nazývá inflexní bod. V tomto bodě nezůstává graf funkce v jedné polorovině definované tečnou, ale přechází z jedné poloroviny do druhé.

V inflexním bodě graf funkce přechází z jedné poloroviny definované tečnou do druhé poloroviny.

## Tečna ke grafu funkce dané implicitně
Funkce daná v okolí bodu {\displaystyle (x_{0},y_{0})} implicitně rovnicí {\displaystyle f(x,y)=0} má v tomto bodě tečnu o rovnici{\displaystyle {\frac {\partial f}{\partial x}}(x_{0},y_{0})(x-x_{0})+{\frac {\partial f}{\partial y}}(x_{0},y_{0})(y-y_{0})=0.}
Poznámka (svislá tečna). Na rozdíl od předchozího odstavce, tento vztah již pokrývá skutečnost, že přímka {\displaystyle x=0} je tečnou ke grafu funkce  {\displaystyle y={\sqrt[{3}]{x}}}. K získání rovnice tečny stačí tento vztah přepsat do tvaru {\displaystyle y^{3}-x=0.}

## Tečna ke grafu parametrické funkce
Tečna ke grafu funkce dané parametricky rovnicemi {\displaystyle {\begin{aligned}x&=\phi (t)\\y&=\psi (t)\\z&=\theta (t)\end{aligned}}}má parametrické rovnice {\displaystyle {\begin{aligned}x&=\phi '(t_{0})t+\phi (t_{0})\\y&=\psi '(t_{0})t+\psi (t_{0})\\z&=\theta '(t_{0})t+\theta (t_{0}).\end{aligned}}}V případě rovinných křivek se třetí rovnice neuplatní. V tomto případě bývá obvyklé rovnici psát v neparametrickém tvaru {\displaystyle y-y_{0}={\frac {\psi (t_{0})}{\phi (t_{0})}}(x-x_{0}),} kde {\displaystyle [x_{0},y_{0}]=[\phi (t_{0}),\psi (t_{0})]} je bod dotyku. Tyto rovnice je výhodné zapsat i vektorově.
Poznámka. Rovnice tečny nezávisí na použité parametrizaci. Jinou parametrizací křivky můžeme dostat nejvýše jinou parametrizaci stejné tečny (tj. jinak dlouhý směrový vektor).

## Zobecnění tečny
Přesná formální definice tečny je založena na diferenciálním počtu na pojmu diferenciál.  Dle míry zobecnění se definice při různých přístupech mohou lišit, ale v podstatě vždy vyjadřujeme definicí to, že tečnou rozumíme přímku, která má s křivkou společný jeden bod a vzdálenost křivky od přímky klesá při přibližování se k bodu dotyku rychleji než lineárně. Jedná se tedy vlastně o lineární aproximaci funkce, tj. lineární část obecné polynomické aproximace. V tomto smyslu je tečnu možné zobecnit na dotyk libovolného vyššího řádu libovolných dvou křivek. Toto je náplní diferenciální geometrie. Například výše uvedené ukázky svislé tečny a inflexního bodu jsou dotyky druhého řádu.